# Site archéologique de Batašina
Le site archéologique de Batašina (en serbe cyrillique : Археолошко налазиште Баташина ; en serbe latin : Arheološko nalazište Batašina) est situé à Stepojevac, en Serbie, dans la municipalité de Lazarevac et sur le territoire de la ville de Belgrade. Pour l'essentiel, il remonte à l'Empire romain. En raison de son importance, il figure sur la liste des sites archéologiques protégés de la république de Serbie et sur la liste des biens culturels de la ville de Belgrade.

## Présentation
Le site archéologique de Batašina est situé sur la droite de l'Ibarska magistrala, la « route de l'Ibar », en direction de Ljig, à la sortie de Stepojevac, au lieu-dit de Nedića kraj.
Sur la base de découvertes effectuées par hasard, notamment celle d'une tombe, des fouilles plus systématiques d'une partie du site ont été réalisées en 1981. Elles ont permis de mettre au jour les vestiges d'un bâtiment des IIIe et IVe siècles, ainsi que les ruines d'une luxueuse villa rustica ; on y a également retrouvé les vestiges d'un cimetière datant des XVIIe et XVIIIe siècles. La tombe retrouvée plus tôt a été datée des Ve-VIe siècles.
Les découvertes témoignent de la complexité du site et de la continuité de son occupation au cours de l'histoire.